# Bratoszewice (przystanek kolejowy)
Bratoszewice – przystanek kolejowy w Bratoszewicach, w województwie łódzkim, w Polsce. Przystanek zbudowano po II wojnie światowej w 1945 roku.

## Ruch pasażerski[1]
| Rok  | Wymiana pasażerska na dobę |
| ---- | -------------------------- |
| 2017 | 50-99                      |
| 2018 | 50-99                      |
| 2019 | 50-99                      |
| 2020 | 50-99                      |
| 2021 | 50-99                      |
| 2022 | 100-149                    |
| 2023 | 100-149                    |

## Lokalizacja
1 marca 2013 roku zmianie uległa lokalizacja przystanku. Przystanek mieszczący się przy ulicy Zatorze został przensunięty o 426 m w stronę Głowna, na wysokość ul. Kolejowej.